# 費利西亞諾縣

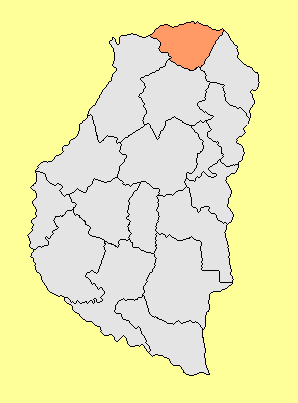

費利西亞諾縣（西班牙語：Departamento Feliciano），是阿根廷的縣份，位於該國東北部恩特雷里奧斯省，首府設於聖何塞德費利西亞諾，面積3,143平方公里，2010年人口15,079，人口密度每平方公里4.8人。
30°23′6″S 58°45′7″W / 30.38500°S 58.75194°W